# Barão de Grajaú
Barão de Grajaú é um município brasileiro do estado do Maranhão. Localiza-se no Leste Maranhense, na Microrregião Chapadas do Alto Itapecuru.
Foi fundada em 29 de março de 1911 à margem esquerda do Rio Parnaíba, tendo na margem direita a cidade de Floriano (Piauí). Seu padroeiro é Santo Antônio de Pádua, sua área é de 2.247 km² representando 0.6769 % do Maranhão, 0.1446 % da Região Nordeste e 0.0264 % de todo o território brasileiro tem clima semiárido, está a 108m de altitude e no Censo de 2022 sua população está com 19.310 habitantes. A vegetação predominante é a caatinga e o cerrado, que produz arroz, babaçu, buriti e a palmeira jussara.

## História
O nome do município é uma homenagem a Carlos Fernando Ribeiro, o Barão de Grajaú, título nobiliárquico restrito a nobreza monárquica. O barão foi vice-presidente da província do Maranhão, tendo exercido a presidência interinamente seis vezes, de 28 de março a 17 de maio de 1878, de 27 de maio a 24 de julho de 1880, de 6 de maio a 25 de setembro de 1883, de 2 de março a 18 de setembro de 1884, de 16 de maio a 23 de junho de 1885, e de 30 de junho a 3 de agosto de 1889. A residência do barão abriga hoje o Museu de Arte Sacra do Maranhão e trata-se de um sobrado do século XIX localizado no Centro Histórico de São Luís (MA). A homenagem é de autoria do piauiense Agapito Alves de Barros, um comerciante que foi pioneiro no lugar.
Os bandeirantes foram os primeiros a desbravarem suas terras, assim como muitas das demais terras do Sertão Maranhense. Vindos do Vale do São Francisco e da Serra da Ibiapaba em Pernambuco, eles começaram pelo município vizinho, Pastos Bons (MA) e estenderam suas rotas por toda a região, explorando a agricultura e a pecuária. Mais tarde, a colonização do lugar seria realizada por pioneiros vindos do Piauí. Notícias da época dão conta de que em 1884, o lugar já era “um povoado de certa importância”.
Tornou-se município pela Lei nº 587, de 18 de março de 1911, mas sua elevação à categoria de cidade somente ocorreria com o Decreto-Lei nº 45, editado em 29 de março de 1938.

## Generalidades
Clima
Apresenta clima tropical Aw. As temperaturas ficam entre 27 e 42 graus centígrados e as chuvas são bem definidas no verão e raras no inverno. As chuvas predominam entre os meses de novembro e abril e o calor chega nos meses de maio a outubro.
Cultura
Recebeu apenas um imigrante árabe, Issa Cury-Rad, personagem conhecida como "João Carcamano" que se agregou ao folclore baronense como a personificação da boa maneira de trato comercial e boa lábia. O clã Cury-Rad se firmou com um sortido empório, de onde tirava o sustento. Teve dois filhos: Salomão (em homenagem ao compadre Salomão Mazuad) e a pequena Salomé Cury-Rad. Passado algum tempo no Brasil, já era senhor de terras e de gado. Seus filhos cresceram saudáveis no salutar ambiente dos anos 1930 e 1940 de Barão de Grajaú.
São personalidades baronenses de destaque na atualidade, a advogada e jornalista Helena Barros Heluy, liderança política maranhense, deputada estadual pelo PT por dois mandatos e vereadora por um mandato em São Luís (MA), e o atleta maratonista Adelson Alves Rodrigues, vencedor de inúmeras corridas, como a 1ª Corrida Mirante AM em São Luís (MA), Corrida de Rua Unifor 2009 em Fortaleza (CE), 9ª Corrida da Indústria Sergipe (AL), entre inúmeras outras.
Folclore
Ao contrário de Floriano, que recebeu muitos imigrantes árabes, Barão de Grajaú recebeu apenas Issa Cury-Rad, personagem conhecido como "João Carcamano" que se agregou ao folclore baronense como personificação da maneira de trato comercial e boa lábia. Também fazem parte do folclore baronense o Prof°. Eleutério Rezende, autor do hino do município de Floriano e as "Maninhas Silva Sousa", sendo estas a personificação da educação com mão de ferro e aquele a prosopopeia da inteligência refinada.
Hidrografia
O Rio Parnaíba é o principal curso d'água de Barão de Grajaú.
Vegetação
O cerrado é a vegetação predominante na região. Na agricultura, os destaques são para o arroz, o coco babaçu, o buriti e a juçara. Exporta óleos de amêndoas e babaçu, algodão em pluma e arroz.
Demografia
De acordo com Censo Demográfico de 2022, a população do município de Barão de Grajaú era de 18.984 habitantes e a densidade demográfica era de 8,59 habitantes por quilômetro quadrado. Comparando-se com outros municípios do estado do Maranhão, ficava nas posições 92 e 183 de 217. Já a população estimada para 2024 era de 19.458 pessoas.
Economia
Em 2021, o PIB per capita do município de Barão de Grajaú era de R$ 14.115,69. Comparando-se com outros municípios do estado do Maranhão, ficava na posição 40 de 217. Já o percentual de receitas externas em 2023 era de 88,87%, o que colocava na posição 169 dentre as 217 cidades do Estado.
| Salário médio mensal dos trabalhadores formais [2022]                                             | 1,6 salários mínimos |
| Pessoal ocupado [2022]                                                                            | 2.403 pessoas        |
| População ocupada [2022]                                                                          | 12,66 %              |
| Percentual da população com rendimento nominal mensal per capita de até 1/2 salário mínimo [2010] | 51,5 %               |

Fonte: IBGE
Educação
Em 2010, a taxa de escolarização de 6 a 14 anos de idade do município de Barão de Grajaú era de 95,8%. Comparando-se com outros municípios do Estado, ficava na posição 152 de 217. Já em relação ao Índice de Desenvolvimento da Educação Básica (IDEB), em 2023, para os anos iniciais do ensino fundamental na rede pública era 5,4 e para os anos finais, 4,9.
| Taxa de escolarização de 6 a 14 anos de idade [2010]             | 95,8 %           |
| IDEB – Anos iniciais do ensino fundamental (Rede pública) [2023] | 5,4              |
| IDEB – Anos finais do ensino fundamental (Rede pública) [2023]   | 4,9              |
| Matrículas no ensino fundamental [2023]                          | 2.508 matrículas |
| Matrículas no ensino médio [2023]                                | 634 matrículas   |
| Docentes no ensino fundamental [2023]                            | 180 docentes     |
| Docentes no ensino médio [2023]                                  | 58 docentes      |
| Número de estabelecimentos de ensino fundamental [2023]          | 26 escolas       |
| Número de estabelecimentos de ensino médio [2023]                | 3 escolas        |

Fonte: IBGE
Saúde

Em 2022, a taxa de mortalidade infantil média na cidade de Barão de Grajaú era de 11,86 para 1.000 nascidos vivos. Já as internações devido a diarreias são de 168,6 para cada 1.000 habitantes. Comparando-se com todos os municípios do Estado, ficava nas posições 143 de 217 e 79 de 217. Em 2009, existiam 6 estabelecimentos de saúde ligados ao Sistema Único de Saúde (SUS). 